# Château d'Esclignac
Le château d'Esclignac est situé sur la commune de Monfort, dans le  département du Gers en région Occitanie.

## Localisation
Le château est situé dans la plaine au pied de Monfort, sur la route de Fleurance.

## Historique
Le château d'Esclignac s'est bâti au XIe siècle à l'emplacement d'une ancienne villa gallo-romaine. Tout d'abord demeure des sires de Preissac, seigneurs, puis barons, comtes, marquis et enfin ducs d'Esclignac, jusqu'à la Révolution française. Charles de Preissac devenu cousin de Louis XVI  par son mariage avec Élisabeth de Saxe, dut s'exiler et le château fut vendu. Sous la Restauration, il revint à Philippe de Preissac, qui le céda ensuite à la famille du Cos de la Hitte.
Les frères Bogdanoff en font l'acquisition en 1986. Un appel est lancé en 2014 sur une plateforme de financement participatif afin de réunir les fonds nécessaires à la restauration de l'édifice qui est devenue urgente. Le château est dans un très mauvais état du fait d'un manque d'entretien. L'association de sauvegarde du patrimoine gascon a entamé des démarches pour l'acquérir et ainsi le sauver, mais  les frères Bogdanoff ont rejeté toutes les offres d'achat,.
Les frères meurent en 2021. En 2024, le château, abandonné, continue de tomber en ruines.

## Architecture
L'édifice est composé d'un bâtiment principal rectangulaire flanqué d'un donjon carré et d'une tour circulaire. Des dépendances entourent deux cours. Une chapelle, restaurée au XIXe siècle, est construite en dehors de l'enceinte.
En 1485, Bertrand Ier de Preissac y fait percer des fenêtres à meneaux. Bertrand II de Preissac et Jean de Preissac, ajoutent la tour nord et celle du pont-levis ainsi que les tours du chai fortifié.

## Protection du patrimoine
Le château d'Esclignac est inscrit au titre des monuments historiques par arrêté du 16 septembre  2016.